# آنی لوپه
آنی لوپه (ارمنی: Անի Լուպե؛ انگلیسی: Ani Lupe؛ ۱۵ ژوئن ۱۹۸۴ یک بازیگر اهل ارمنستان است. وی از سال ۲۰۰۴ میلادی تاکنون مشغول فعالیت است.

## زندگی‌نامه
وی با نام اصلی آنی گریگوریان ارمنی: Անի Գրիգորյան در ۱۵ ژوئن ۱۹۸۴ در ایروان به دنیا آمد و از انستیتو دولتی سینما و تئاتر ایروان فارغ‌التحصیل شد. 

## گزیده فیلمشناسی
- مجموعه تلویزیونی آزیزیان (۲۰۲۰–۲۰۱۶) در نقش روزان آزیزیان

## جوایز و نامزدی‌ها
| سال  | جایزه          | رده                   | شهر    | نیجه  | منبع  |
| ---- | -------------- | --------------------- | ------ | ----- | ----- |
| ۲۰۱۳ | جوایز آرتاوازد | بهترین بازیگر جوان زن | ایروان | برنده | [ ۱ ] |